# 孫文璟
孫 文璟（ソン・ムンギョン、朝鮮語: 손문경、1913年2月8日 - 1962年12月または1972年1月1日）は、大韓民国の教育者、社会運動家、政治家。第3・4代韓国国会議員。
号は亀岩。仏教徒。

## 経歴
日本統治時代の全羅南道高興郡道徳面出身。漢学勉強を経て裡里公立農林学校（現・全北大学校特性化キャンパス）、横浜専門学校法科、明治大学法学部卒。1950年の第2代総選挙では高興甲選挙区から出馬したが、8,355票を獲得しても朴八峰に19票差で敗れて落選した。その後の朝鮮戦争中は釜山で避難しながら地方出身の学生の支援を行う社会事業を展開した。1954年の第3代総選挙では候補者の公選を経て、自由党の候補として、高興甲選挙区から国会議員に初当選した。1956年、学生支援事業の関係で、日本留学時期に親交があった日本人の友人の父である高村某が設立した奨学財団を引き受けて、理事長を務めた。また、反民特委・反民族特裁庶務課長、大法院特別部書記課長、淑明女子大学校教授・学生課長、国会文教委員会委員・保健社会委員会委員長、自由党分科委員長を歴任した。
第3代国会議員任期中の1955年4月23日、第20回定期国会第34次本会議で国宝級文化財の海外展示の必要性を強調し、文化財の海外展示を認可する法案を通過させた。
1962年12月、脳貧血により死去した。享年50。

## エピソード
書道には相当な造詣があり、第11回大韓民国国展書道部門に出品した作品が特選に当選した。
国会議員時代は高興道陽邑の双忠祠、康津の茶山流刑地、南原の広寒楼のなどの文化財の復元に力を入れた。特に双忠祠の扁額の隷書体の字は孫が直接に書いたものである。また、地元のハンセン病患者の自立に役立つ「五馬島干拓計画」も提案したが、死後の1964年に地元住民の反対により頓挫した。